# Алтенминстер
Алтенминстер (њем. Altenmünster) општина је у њемачкој савезној држави Баварска. Једно је од 46 општинских средишта округа Аугсбург. Према процјени из 2010. у општини је живјело 3.764 становника. Посједује регионалну шифру (AGS) 9772115.

## Географија
Алтенминстер се налази у савезној држави Баварска у округу Аугсбург. Општина се налази на надморској висини од 435 метара. Површина општине износи 41,2 km².

## Становништво
У самом мјесту је, према процјени из 2010. године, живјело 3.764 становника. Просјечна густина становништва износи 91 становника/km².